# Вафен-СС
Вафен-СС (на немски: Waffen-SS – Войски на СС) е военното подразделение на СС. Основано е в Германия през 1939 г., след като СС се разделя на две. Името „Вафен-СС“ става официално на 2 март 1940 г. Въпреки че организацията е оглавявана от Хайнрих Химлер, тя взема участие във Втората световна война (ВСВ) под командването на Вермахта. По време на войната се разраства до 42 дивизии, които служат като елитни бойни части.
След войната, по време на Нюрнбергските процеси, Вафен-СС е осъдена от победителите във ВСВ като престъпна организация поради политическите връзки с Националсоциалистическата германска работническа партия (НСДАП) и заради участието си във военни престъпления. Изключение правят войниците, положили клетва след 1943 г. (на основание, че са принудени от обстоятелствата). По тази причина на тях са отказани много от правата, предложени на другите бойни ветерани служили в германската армия, Луфтвафе и Кригсмарине. Войниците от Вафен-СС са държани отделно, в затвори с по-строг режим от западните Съюзници и са наказвани строго от Съветския съюз, който държи известен брой от тях затворени до 1956 г. (Вилхелм Монке). Много от доброволците от окупираните от Германия страни са съдени по-късно в родните им страни.
През 1950-те и 1960-те години в новосъздадената Западна Германия групи ветерани от Вафен-СС водят съдебни дела, без резултат, за премахване на решенията на Нюрнбергските процеси и спечелване на пенсионни права за техните членове.

## Произход (1929 – 1939)
Произходът на Вафен-СС може да бъде проследен от създаването на група от 280 – 300 мъже, които служат като телохранители на Хитлер. Създадени са от него поради опасенията му от размера и силата на СА (на немски: Sturmabteilung). Собствените му амбиции и фактът, че СА са част от партията преди Хитлер да застане начело, не му гарантират тяхната лоялност. Затова той чувства нуждата от въоръжен ескорт, който да му е изцяло предан. Затова той чувства нуждата от въоръжен ескорт, който да му е изцяло предан. Това води до създаването на СС. След като прекарва тринадесет месеца в затвора (от петгодишната присъда, дадена му заради Бирения пуч през 1923 г.), той вижда още по-голяма нужда от телохранители и СС заема своето място в нацистката йерархия.
До 1929 г. СА все още има доминираща роля в нацистката партия, но СС нараства по сила и важност. През януари 1929 г. Хитлер назначава Хайнрих Химлер за водач на СС и му дава ранга Райхсфюрер (Reichsführer), като целта му е да създаде елитен корпус от въоръжени войници в рамките на партията. Това трябва да се осъществи до 1933 г. Химлер започва да набира мъже, които трябва да имат отлични физически способности и подходящи политически убеждения. Създава се група носеща името SS-Verfügungstruppe (SS-VT), която е използвана за охрана и по време на церемонии. В нея влизат и телохранителите на Хитлер, известни като Stabswache (в превод: Щабна охрана), сформирани през март 1933 г. Благодарение на активното набиране на нови членове, до 1933 г. Химлер увеличава размера на СС до 30 хиляди души.
Въпреки бързия растеж на СС, СА нараства със същите темпове. Членовете ѝ наброяват около 3 милиона в същия период. Водени от Ернст Рьом, СА представляват заплаха за опитите на Хитлер да спечели благоразположението на германската армия. Те заплашват да влошат отношенията му с консервативно настроените хора, от чиято подкрепа той има нужда, за да заздрави позицията си в германското правителство. Хитлер решава да действа срещу СА и СС получават задачата да елиминират Рьом и други висши офицери. На 30 юни по време на Нощта на дългите ножове са екзекутирани 82 члена на СА, сред тях почти цялото ръководство, което слага край на влиянието на организацията.
По време на Нощта на дългите ножове, СС действат така както Хитлер очаква. Оттогава Химлер и СС са отговорни само пред него, и се превръщат във важна част от НСДАП, втори след Политическата организация (Politische Organisation), отговорна за партийните кадри. С новопридобитата независимост Химлер разширява СС и създава няколко нови отдела във вече съществуващата структура. Един от тях е отделът по сигурността (Sicherheitsdienst) на Райха. През 1936 г. Химлер е назначен за началник на германската полиция. Той я реорганизира като включва Ordnungspolizei и Sicherheitspolizei (полиция по сигурността – действаща като детективи). Sicherheitspolizei са разделени на криминална полиция (Kriminalpolizei) и тайна полиция (Geheime Staatspolizei или Gestapo). Оттогава SS-VT е въведена като въоръжена полиция за вътрешно ползване, без да е бойна част. Това вероятно е, за да се успокоят страховете на армията, породени от съмненията, че СА е заплаха за тяхната роля в държавата. Създадени са два нови СС полка – Дойчланд (Deutschland) и Германия (Germania), съответно през октомври 1933 г. и август 1934 г. Те са формирани от батальони на Verfügungstruppe, разположени в Мюнхен и Хамбург, и по-късно стават основа на дивизиите Дас Райх (Das Reich) и Викинг (Wiking). След анексирането на Австрия е създаден нов полк Дер Фюрер (Der Führer), съставен от австрийци. През март 1935 г. Хитлер официално обявява създаването на първите въоръжени СС части (названието Вафен-СС започва да се използва широко едва в началото на 1940 г.).
През 1936 г. Химлер избира генерал-лейтенант Паул Хаусер за инспектор на SS-VT, който изглежда подценява полицейските аспекти докато изгражда военната част. Това става очевидно по време на Кристалната нощ (Kristallnacht), 9 ноември 1938 г., когато SS-VT във Виена помага за изгарянето на синагогите. Също така на Хаусер е поверено командването на създадените специалните училища в Бад Тьолц (създадено през 1935 г.) и Брауншвайг, където тренират бъдещите СС офицери. През 1938 г. Хитлер заявява, че SS-VT ще участва във вътрешните и външните дела на страната, което превръща растящата въоръжена част в противника, от който се страхува армията.
През май 1935 г. службата във въоръжените СС части започва да се класифицира като част от националната военна служба и изключва възможността служещи в СС да бъдат повикани в редовната армия. От своя страна, Върховното командване на Вермахта не позволява на лица повикани на военна служба да се присъединяват към СС. По тази причина Химлер е принуден да търси други източници за свежи попълнения. Това включва мъжете от охраната на концентрационните лагери (Totenkopfverbände (SS-TV), в превод: формации Мъртвешка глава) и Ordungspolizei, които са част от организацията. Той предприема тази стъпка, тъй като тяхното назначение не се отчита като военна служба и е възможно армията да ги повика. Въпреки че нямат военни задължения, SS-TV са напълно моторизирани и разполагат с тежки картечници и редица леки оръжия, но при тях липсва военната подготовка на SS-VT. Липсата на добри военни умения става очевидна по време на кампаниите в Полша и Франция.
През август 1939 г. Хитлер поставя SS-VT под оперативното командване на генералния щаб на Вермахта. При евентуално начало на бойни действия може да се разчита на четири СС полка (въпреки че Дер Фюрер не е напълно готов). Армията и командването на СС считат представянето на SS-VT в Полша за незадоволително. Според някои това се дължи на постепенното им разгръщане и в резултат на кампанията срещу Полша, трите полка формират Verfügungsdivision, а Лайбщандарт е трансформиран в моторизиран полк. Създадени са две нови дивизии – Мъртвешка глава (Totenkopf) и Полицейска (Polizeidivision). През март 1940 г., след споразумение между армията и СС, те официално получават наименованието Вафен-СС.

## Ранна история
Първоначалните кадри на Вафен-СС идват от доброволческите отряди (Freikorps), Райхсвера и от различни десни полувоенни формации. През 1933 г. по указание на Адолф Хитлер е създадена Лайбщандарт Адолф Хитлер (ЛССАХ), първата част станала част от Вафен-СС. Нощта на дългите ножове обезсилва СА и много от нейните членове са прехвърлени в СС, което води до формирането на няколко нови части, включително SS-Verfügungstruppe (съставен от щандарти Германия, Дойчланд, а по-късно и Дер Фюрер), охрана на концентрационни лагери SS-Totenkopfverbände (която става основа на дивизията Мъртвешка глава).
Голяма част от войниците на Вафен-СС първоначално получават второкласни оръжия и екипировка, сред което – чешки и австрийски оръжия. С изключение на няколко избрани германски СС-дивизии, тази политика продължава през войната. Голяма част от най-добрата екипировка е получена от елитните дивизии на германските сухопътни части, танково-гренадирска дивизия Гросдойчланд (Großdeutschland) и танкова дивизия Лер (Lehr).
Първите дивизии на Вафен-СС са повишени до танково-гренадирски – след доказването си на Източния фронт, а по-късно до танкови дивизии. Останалите дивизии на СС, най-вече с етнически състав, получават стандартно или второкласно оборудване.
Тренировъчният процес на СС включва няколко месеца интензивно обучение с три цели: физическа подготовка, боравене с огнестрелно оръжие и политическо обучение. След основното обучение новобранците се изпращат в специализирани училища, където получават специфично обучение, съобразено с избрания от тях клон на армията. Пример за такива са артилерийското училище в Глау и танково-гренадирското училище в Кайншлаг. За да се ускори процесът на обучение, формации от СС и от редовната армия тренират заедно. Целта е обмяна на опит и извършване на съвместни учения. В началото между формациите съществува недоверие, но то изчезва постепенно след съвместните операции по окупацията на Райнланд (Rheinland) през 1936 г. и анексирането на Австрия през 1938 г. Напредъкът на войната и необходимостта от войници води до намаляване интензивността на обучението.
В началото към новобранците са поставяни високи изисквания. Химлер настоява потенциалният СС войник да бъде между 17 и 22 години, да е висок поне 180 см и да бъде във върховна физическа форма. За разлика от него, за ЛССАХ Дитрих търси по-зрели мъже, на възраст между 23 и 35 години. В продължение на години са отхвърляни дори кандидати с пломби на зъбите. Кандидатът е трябвало да докаже расовата си чистота, липсата на еврейска или друга роднинска връзка със считаните за по-низши раси. За обикновените войници това означава разглеждане на родословното дърво назад до 1800 г., а за офицерите до 1750 г. При политическата подготовка на кандидатите често са задавани въпроси от рода на: „Какви са разликите между понятията единен фронт и народен фронт, кои са основните произведения на Карл Маркс, какви организации е ръководила ГКП (Германската комунистическа партия) в Германия до 1933 г., и др.“.
За разлика от редовната армия, службата на обикновения СС войник продължава минимум 4 години, за командирите без офицерско звание 12 години, а за офицерите 25 години. Тренировъчните дни започват в 600 часа. Войниците трябва да пробягат 3 км за 20 минути носейки пълна бойна екипировка, по-късно сутринта се провежда тренировка на стрелкови полигон, а следобеда се прекарва в спортни и атлетически занимания целящи подобрение на издръжливостта и изграждане на колективни отношения. С напредване на обучението се увеличава и сложността му. Въпреки че продължават индивидуалните тренировки, започват и такива като бойна част. Първоначално на групи от по осем мъже, след това ниво рота, батальон, полк и в крайна сметка дивизия. Провеждат се учения от типа стрелба и маневриране, при които се ползват бойни муниции. Целта е да се покажат начини за атакуване на противникови отбранителни позиции. Тази практика е критикувана от Вермахта, поради неизбежните нещастни случаи. В перспектива тези тренировки спасяват животи и след войната са приети като нормална практика в различни страни.
При офицерите се набляга на водаческите качества и командването в бойни условия, обикновено в училището SS-Junkerschulen в Бад Тьолц. Основните принципи от Бойни тактики (Auftragstaktik), изучавани във Вермахта и СС, са стандарт за всички армии днес. Концепцията е изработена от генералния щаб на сухопътните сили, а не от СС. Силно се набляга на създаването на връзка между офицери и войници. Преди да може да кандидатства за офицер, войникът трябва да служи в продължение на две години. През това време той преминава основното обучение. Това създава взаимна вяра, уважение и по-свободни отношения между офицерите и войниците, за разлика от германската редовна армия, където съществува стриктна дисциплина и политиката на разделение. Във Вафен-СС не е необходимо да се поздравяват офицерите и е приет по-небрежен поздрав (дясната ръка се вдига вертикално от лакътя). В допълнение е забранена практиката за обръщение към висшите офицери с хер. Към всеки, с изключение на Химлер, се обръщат с неговия ранг.
По време на войната Вафен-СС е представян като мултинационална част защитаваща Европа от ужасното зло на Комунизма.

## Тест чрез огън (1939 – 1945)
С наближаването на началото на войната, Химлер нарежда формирането на няколко бойни формации от СС щандартите (SS-Standarten) (размер на полк). Образуваните три бойни части (ЛССАХ, SS-VT и SS-TV) участват кампанията в Полша и битката за Франция. През това време, както и през по-голямата част от войната, Вафен-СС са под оперативния контрол на генералния щаб на Вермахта. Това означава, че те действат като армейски части, въпреки че не произхождат от армията. По време на кампаниите на запад, Мъртвешка глава и Лайбщандарт Адолф Хитлер са замесени във военни престъпления. Цялостното представяне на Вафен-СС по време на тези кампании е посредствено.
Първите части на Вафен-СС са силно моторизирани, което ги прави подходящи за операциите на Балканите. ЛССАХ се проявява по време на операция Марита, като най-забележителната им битка е овладяването на Кирли дервент при Церово (Клиди) и овладяването на прохода Клисура от разузнавателния батальон под командването на Курт Майер. През март 1941 г. Дас Райх (новото име на SS-VT) също е прехвърлен на Балканите. По време на нападението над Югославия, разузнавателна част (от около десет души) навлиза в Белград и под предлог, че е авангард на голяма част, принуждава кмета да предаде града.
Слабото представяне в началото на войната се дължи основно на липсата на опитни ефрейтори и сержанти, които предпочитат да служат в редовната армия. Въпреки това, опитът получен от кампаниите в Полша, Франция и Балканите и начинът на тренировка скоро превръщат най-добрите Вафен-СС части в елитни формации.
В няколко случая, Вафен-СС са критикувани от командири на сухопътни войски, за тяхната безразсъдност към загубите при превземане и задържане на ключови цели (Мъртвешка глава в ранните месеци на кампанията на запад и в Съветския съюз). Постепенно Вафен-СС се доказват като способни войници, въпреки че съществуват и изключения като безредното отстъпление на 6-а СС планинска дивизия Норд от град Сала, по време на първото ѝ сражение в Лапландия. Цялостното представяне на тази дивизия е слабо. Тя се бие на Източния фронт, заедно с финландската армия, срещу вече опитните съветски войски, ветерани от Зимната война.
По време на битките в Русия, Вафен-СС се доказват в редица битки. ЛССАХ и тук са част от авангарда, превземат последователно Таганрог, Ростов на Дон и един от важните мостове над река Дон. По време на зимната руска офанзива защитават района на Донецкия въглищен басейн, а след това заемат защитни позиции край река Миус. Действията им спечелват уважението на офицерите от Вермахта. Командирът на 3-ти танков корпус казва: Това наистина е една елитна част. (на английски: This truly is an elite unit.). За разлика от ЛССАХ, в началото Дас Райх започва като поддържаща част. Дивизията има дейно участие в операция Тайфун; пленява и защитава Гжатск; превзема Можайск и Истра, а в крайна сметка и предградието на Москва – Ленино. Боевете и последвалите руски контраатаки намаляват размера на дивизията до бойна група. Постепенно войниците от Мъртвешка глава натрупват опит, загубите им намаляват, а ефективността им се увеличава. Участват в редица тежки боеве като тези при Лужкия отбранителен рубеж, отблъскват съветската офанзива при Лушно, а в началото на 1942 г. са обградени и се защитават в град Демянск (спасени са едва през април).
Вафен-СС демонстрира своите бойни способности по време на третата битка при Харков, където 2-ри СС танков корпус с командващ Паул Хаусер взема дейно участие в спирането на съветската офанзива. В последвалата контраатака те превземат обратно града. По време на битките са убити или ранени 20 000 противникови войници и унищожени 600 съветски танка.
В средата на 1943 г. 2-ри СС танков корпус взема участие в операция Цитадела, където Лайбщандарт Адолф Хитлер, Дас Райх и Мъртвешка глава (вече танково-гренадирски дивизии) участват в големите танкови битки край Прохоровка, на южния фланг на Курската дъга.
Десантът в Нормандия на 6 юни 1944 г. открива нов фронт срещу Нацистка Германия. И тук дивизиите от Вафен-СС вземат дейно участие. В редица битки Хитлерюгенд (спира началното настъпление на канадската 3-та дивизия, участва в боевете, предхождащи защитата и самата защита на Кан, отбраната на летище Карпике) се доказва като една от елитните бойни части. ЛССАХ участва в редица защитни битки, както и в контаофанзивата към Авранш, която се проваля поради пълния контрол на Съюзниците във въздуха. Дивизията успява да измъкне от Фалезкия чувал с цената на големи загуби. Дас Райх е разделена на няколко части и е прикачена към различни армейски формации. Там Ернст Баркман си извоюва име след като унищожава 8 танка със своята Пантера.
ЛССАХ участва в Арденската офанзива. По време на операцията тя е разделена на няколко бойни групи. Една от тях е бойна група Пайпер, чието военно представяне е на висота, но пътят на настъплението ѝ е маркиран с военни престъпления.
В края на войната дивизии от Вафен-СС участват в боевете в Унгария и Австрия. Мъртвешка глава и Викинг извършват неуспешен опит да вдигнат обсадата на Будапеща. След това ЛССАХ, Дас Райх, Мъртвешка глава и Хоенщауфен участват в операция Frühlingserwachsen, опит да се превземат обратно важните петролни кладенци. Той е неуспешен, но разузнавателния батальон с главнокомандващ Пайпер успява да осъществи пробив с дълбочина 72 км.

## Морал и дисциплина
Няколко дивизии са считани от историците за елитни, особено тези с голям брой етнически германци в тях. Споменато е в различни военни източници (Гудериан и Манщайн), че първоначално тези формации не са били така ефективни в бой, сравнени с редовната армия.
В по-късен етап някои от тях се характеризират с изключително висок морал и бойни способности. За най-елитни дивизии от Войските на СС се считат:
- „Лайбщандарт Адолф Хитлер“ – „Leibstandarte Adolf Hitler“
- „Дас Райх“ – „Das Reich“
- „Мъртвешка глава“ – „Totenkopf“
- „Викинг“ – „Wiking“
- „Хоенщауфен“ – „Hohenstaufen“
- „Фрундсберг“ – „Frundsberg“
- „Хитлерюгенд“ – „Hitlerjugend“ (Хитлерова младеж)

Въпреки тежките загуби, някои части от Вафен-СС запазват своята репутация на ударни формации до края на войната. При други качеството на много от вербуваните попълнения е ужасно, някои дори са склонни към бунт, например 13-а Вафен планинска дивизия от СС Ханджар (1-ва хърватска).
Девизът на войниците от Вафен СС е „Мойта чест се нарича вярност“ („Meine Ehre heißt Treue“).

## Чуждестранни доброволци
Химлер, в желанието си да разшири Вафен-СС, пропагандира идеята за контролиран от СС чуждестранен легион. Райхсфюрерът с увлечението си по средновековна история, вижда обединен арийски кръстоносен поход борещ се да спаси това, което нацизмът нарича „арийска раса“, от ордите на болшевиките и недостойните раси (евреи, поляци и други). Германските доброволци са одобрявани почти своевременно, но Химлер настоява за създаването на все повече чуждестранни формации.
През септември 1940 г. Химлер издава заповед за формирането на дивизия, съставена от германски доброволци от Холандия, Дания и Норвегия, и от белгийски валонци. Полкът Германия (Germania) е отделен от дивизия Дас Райх. Подкрепен е от доброволческите полкове Вестланд (Westland) и Нордланд (Nordland). Първоначално дивизията е наречена СС пехотна дивизия (моторизирана) Германия, но това поражда известно объркване, тъй като съществува полк с това име. На 20 декември официално е прието ново име – дивизия на СС Викинг (Wiking). Командването е поверено на СС-Обергрупенфюрер Феликс Щайнер. Той лично се заема с организацията на доброволческата дивизия и скоро става привърженик на идеята за увеличаване на тези формирования. Викинг е изпратена на бойното поле няколко дни след началото на операция Барбароса и постепенно се доказва като впечатляваща бойна част.
Скоро датски, френски (33-та гренадирска дивизия на Вафен-СС Карл Велики (1-ва френска)), азербайджански (азербайджанска доброволческа формация на Вафен-СС), арменски, белгийски, норвежки, арабски (т.н. Арабски легион), шведски, финландски (финландски доброволци във Вафен-СС) и холандски доброволчески формации (Freiwilligen) участват в бойните действия и постепенно доказват качествата си. Хитлер се колебае дали да позволи на чуждестранни войници да бъдат групирани във формации, базирани на техния етнос и предпочита те да бъдат част от мултинационални дивизии. Той се притеснява, че ако тези доброволци не са посветени на идеята за обединена Германия, то техните причини за участие са подозрителни и могат да навредят на германската кауза.
На Химлер е позволено да създаде новите формации, но те трябва да бъдат командвани от германски офицери, сержанти и ефрейтори. В началото на 1942-43 г. няколко нови бойни части са образувани от босненци, латвийци, естонци и украинци. Има планове за гръцка дивизия, но те са изоставени след като гръцката партизанска съпротива взривява наборния щаб. Въпреки това много гърци от южна Русия се присъединяват към дивизиите като украинци. Химлер нарежда на новите части на Вафен-СС, с войници от негермански произход, да бъдат означени като дивизия от СС (Division der SS) вместо СС дивизия. Разрешението да носят руните на СС не важи за всички дивизии, то зависи от „расовата чистота“ на доброволците. Някои от етническите формирования носят отличителните знаци на своите страни.
Всички офицери, без германско гражданство, в тези формации са с променен префикс пред ранга си, от СС към Вафен (например към латвийския Хауптшарфюрер се обръщат с Вафен-Хауптшарфюрер вместо със СС-Хауптшарфюрер). Пример за дивизия от СС е 19-а Вафен гренадирска дивизия от СС (2-ра латвийска). Бойните способности на този вид формирования варират силно. Например латвийската, френската и естонската части се представят изключително, за разлика от албанската.
Докато много авантюристи и идеалисти се присъединяват към СС като част от борбата с комунизма, голямата част от по-късните новобранци имат друга причина за решението си. Например холандците, които се присъединяват към 34-та СС доброволческа гренадирска дивизия Лендсторм Недерланд, получават премахване на принудителния труд, храна, заплащане и квартири. Такива доброволци рядко се превръщат в добри войници и няколко части изградени от тях са замесени в различни престъпления.
Към края на 1943 г. става очевидно, че броят на доброволците е недостатъчен, за да посрещне нуждите на германската армия. По тази причина на някои от окупираните страни е предложено да се присъединят към борбата с общия враг – Съветския съюз. 20-а Вафен гренадирска дивизия от СС (1-ва естонска) е пример за такава формация. Нейните войници се представят отлично и имат неопетнено от престъпления име.
Неудовлетворен от нарастването на броя на доброволческите формации, Химлер търси начин да получи контрол над всички такива части, биещи се на страната на Германия. Няколко от тези формирования са под командването на армията (например испанската Синя дивизия), което води до търкания между нея и СС. Въпреки това Химлер непрестанно води кампания за прехвърляне на доброволческите части под флага на СС. В няколко случая успява, като например с Руската освободителна армия и 5-а СС доброволческа бригада Валония, а до последната година на войната повечето такива части преминават под командването на СС.
Друга подобна част е Индийският легион, съставен от индийци, най-вече затворници, вербувани от германците с помощта на индийския антиколониален лидер Мохамед Шедай. Индийският легион става част от политическите планове на друг индийски националист Субхас Чандра Бозе, който заема позицията на Шедай с подкрепата на германските военни власти, които искат легиона да участва в германската инвазия в британска Индия. След като Бозе напуска Германия за контролираната югоизточна Азия през 1943 г., за да поеме командването на Индийската национална армия (подобна на Индийския легион, но значително по-голяма), формированието е пренасочено към опита на германците да задържат окупирана Европа. В резултат на това моралът спада рязко. Частта е разположена край Бискайския залив във Франция. След десанта в Нормандия формированието участва в няколко антипартизански операции. В периода ноември 1944 г. – март 1945 г. Индийският легион е разположен в Германия. С приближаването на края на войната легионът се опитва да достигне Швейцария, но пада в плен на френски и американски части.
Въпреки че няколко доброволчески части се представят незадоволително, по-голямата част се представят добре по време на бой. Френските и испанските доброволци от СС, заедно с остатъците на 11-а СС танково-гренадирска дивизия Нордленд формират последната защита на Райхстага през 1945 г.
Сред най-необичайните части съществуващи във Вафен-СС е британския свободен корпус, съставен от граждани на британските колонии, водени от Джон Еймъри. Те в нито един момент не надхвърлят 30 мъже. През март 1945 г. част от тях са прикрепени към разузнавателен батальон от 11-а дивизия Нордленд. По-голямата част от тях са изхвърлени от формированието, но има сведения, че един (може би двама) участват в защитата на Берлин. Правен е неуспешен опит да се използват агенти на Ирландската републиканска армия за формиране на ирландска част от военнопленници от британската армия.
Есента на 1944 г. Химлер повдига въпроса за българското участие във Вафен-СС. Той предлага първоначално да се сформира гренадирски пехотен полк, който по-късно да стане основа на Вафен гренадирска дивизия от СС (1-ва българска). В Дьолерсхайм (Döllersheim), Австрия, СС успяват да съберат едва 25 офицера, 56 подофицера и около 500 редовни войника. Към тях се присъединяват известен брой студенти от германски университети, основно от младежкото движение на „Бранник“. До април 1945 г. е сформиран противотанков полк (SS Panzer-Zerstörer-Regiment (bulgarisches)). Командир на полка е полковник Иван Рогозаров, бивш министър на труда в българското правителство и началник на Трудови войски.
След края на войната много доброволци са съдени и хвърлени в затвора от собствените си страни. Има няколко случая, при които те са екзекутирани. За да избегнат подобна съдба много бивши доброволци от балтийския и украинския регион се присъединяват към съпротивителни движения, които водят боеве със Съветския съюз до 1950-те.
С помощта на ODESSA лидерът на валонските доброволци Леон Дегрел, който участва в битката за Берлин и е награден от Хитлер, избягва в Испания. Там въпреки издадената в негово отсъствие смъртна присъда от белгийските власти, той живее в удобно изгнание до смъртта си през 1994 г. Джон Еймъри, лидерът на британския свободен корпус, е признат за виновен в обвиненията за предателство от британското правителство. Той е екзекутиран през декември 1945 г. Американският летец Мартин Джеймс Монти е обвинен в предателство и осъден на 25 години затвор, помилван е през 1960 г.
В Естония и Латвия голяма част от ветераните от Вафен-СС са доброволци, които поне частично са смятани за борци за свобода. На 13 април 1950 г. съобщение от американската върховна комисия в Германия, подписана от генерал Франк Макклой до министъра на външните работи, изяснява американската позиция относно Балтийските легиони: те не трябва да се считат за „движения“, „доброволци“ или „СС“. Накратко те не са получили военно, политическо обучение и постове нормално присъждани на членове на СС. В резултат на това щатската комисия (на английски: US Displaced Persons Commission) заявява през септември 1950 г.:
Балтийските части на Вафен-СС (балтийски легиони) трябва да се считат за отделни и различни по предназначение, идеология, дейност и квалификация на членството от германските СС и по тази причина комисията не ги счита за движение враждебно към правителството на Съединените щати.
Въпреки това дебатите свързани с този въпрос продължават. Поради общото осъждане на нацисткия режим, официалното изказване за позицията спрямо естонските и латвийските ветерани от Вафен-СС остава двусмислено. Денят на латвийския легион, празнуван на 16 март, отбелязван от латвийските ветерани извън страната от 1952 г., а в Латвия от началото на 1990-те. През 1998 г. латвийският парламент обявява 16 март за официален възпоменателен празник, но използват по-неутралното название Възпоменателен ден на латвийските войници (на латвийски: Latviešu karavīru atceres diena). Членове на кабинета и националните военни сили се въздържат от участие в празника през 1999 г., а парламентът отменя решението си през 2000 г.
До края на войната около 60% от членовете на Вафен-СС не са германци.

### Части с чуждестранно участие
- СС Казашки кавалерийски корпус (състоящ се от 1-ва и 2-ра казашки кавалерийски дивизии от СС) (ранен вермахт);
- 13-а СС планинска дивизия „Ханджар“ (1-ва хърватска);
- 1-ви гренадирски полк на Вафен-СС (румънски);
- 2-ри гренадирски полк на Вафен-СС (румънски);
- Българска СС противотанкова бригада (1-ва българска);
- Източно-тюркско формирование на Вафен-СС (съставено предимно от калмики – използва се против партизани);
- Кавказко формирование на Вафен-СС (използва се против партизани);
- СС Сръбски доброволчески корпус;
- 101-ва и 102-ра доброволчески роти от СС (испански) (образуват малък испански легион на Източния фронт);
- СС свободен корпус „Денмарк“ (1-ви датски);
- СС Норвежки ски-батальон;
- Финландски доброволчески батальон Вафен-СС (и батальон СС „Нордост“);
- СС Индийски доброволчески легион (използван няколко пъти в атаки срещу Атлантическия вал и в Нормандия през 1944 година);
- Британски свободен СС корпус (British Free Corps, Freecorps, St. Georgs-Legion).

Забележка:Службата на унгарски граждани във Вафен-СС е уредена с договор от 14 април 1944 година, от правителството на Ференц Салаши, според който службата във Вафен-СС се равнява на служба в унгарската армия.

### Формиране на съединенията на Вафен-СС
Войските на СС възникват като резултат от властовите борби в Третия райх и характерната конкуренция между различни лидери на режима. Докато въоръжените сили (Вермахтът) са крепост на старото воинско дворянство (юнкерите), то организацията СС възниква като авангард на германската нация в идеологическо отношение. Така както СС трябва да обедини в редиците си цвета на германската нация, Вафен-СС трябва да обедини цвета на германското воинство. За да подчертае самостоятелния си характер спрямо въоръжените сили, Вафен-СС въвежда наименованието „Банд“ (в по-широк смисъл се превежд като „сбор“ или „дружина“) за своите батальони и „Щандарте“ (от щандарт, което е бойното знаме или пряпорът на подразделението) за своите полкове. С разрастването на организацията са въведени традиционните „батальон“ и „полк“.
В действителност при създаването на Вафен-СС или Войските на СС са гледани презрително и с недоверие отгоре от страна на Вермахта. От една страна липсват добре подготвени сержантски и офицерски кадри и високият боен дух и фанатичната вярност към национал-социалистическата идеология са за сметка на дисциплината и бойната подготовка, а от друга новата структура е конкурент на Вермата за придобиването на въоръжение от ВПК и райхсфюрерът на СС Хайнрих Химлер нееднократно и нееднозначно е заявявал, че целта му е Вафен-СС да се превърнат в единствената германска войска, а Вермахтът да се влее в нея.
Набирането на бойци става на три вълни. Първата е основно в мирновременния период и началото на ВСВ. Тогава кадрите са набирани на доброволен принцип сред германските мъже, които трябва да отговарят на високи расови и идеологически стандарти. Съединенията, създадени през този период носят означението СС. След Западната кампания на Вермахта и особено след нахлуването в Съветския съюз за „борба с болшевизма“ са набирани както „фолксдойче“ (етнически германци, живеещи извън пределите на Германия и Австрия) от окупираните земи, както и представители на други народности, готови да се бият срещу комунистическата заплаха. Съединенията от тази вълна, формирани от германци продължават да са означавани с СС, а съединенията, съставени от чужденци са означени с „Вафен“, като характерно изключение са съединенията, съставени от скандинавци, нидерландци и фламандци. Според нацистката идеология това са германски народи, част от голямата германска нация и като такива съединенията са означени с СС. В третата вълна, когато вече евентуалното поражение във войната е ясно видимо, а в Третия райх, в резултат н аполитическите боричкания последните мобилизационни резерви са формирани в трети въоръжени сили, независими от Вермахта и Вафен-СС (Фолксщурмът под ръководството на Йозеф Гьобелс) СС мобилизира насилствено чужденци в редиците на войските си и подразделенията са означени с „Вафен“.
Първата дивизия на Вафен-СС е „Дивизия на разположение“ (SS-Verfügungsdivision или Дивизия на войските на СС на разположение (VT-Division)), която обединява войските на СС на разположение – първообразът на Вафен-СС. По-късно дивизията е реформирана през 1941 г. в СС-Дивизия „Райх“ (моторизирана) (SS-Division „Reich“ (motorisiert), а през 1943 г. във 2-ра СС Танково-гренадирска дивизия „Райхът“ (2. SS-Panzer-Division „Das Reich“)
Общо са формирани следните 42 дивизии, според пълните им окончателни означения:
- 1-ва СС Танкова дивизия „Лайбщандарте СС Адолф Хитлер“ (1. SS-Panzer-Division „Leibstandarte SS Adolf Hitler“)
- 2-ра СС Танкова дивизия „Райхът“ (2. SS-Panzer-Division „Das Reich“)
- 3-та СС Танкова дивизия „Мъртвешка глава“ (3. SS-Panzer-Division „Totenkopf“)
- 4-та СС Танково-гренадирска дивизия „Полицейска танково-гренадирска дивизия“ (4. SS-Panzergrenadier-Division „Polizei-Panzergrenadier-Division“)
- 5-а СС Танкова дивизия „Викинг“ (5. SS-Panzer-Division „Wiking“)
- 6-а СС Планинска дивизия „Север“ (6. SS-Gebirgs-Division „Nord“)
- 7 ма СС Планинска дивизия „Принц Ойген“ (7. SS-Gebirgs-Division „Prinz Eugen“)
- 8-а СС Кавалерийска дивизия „Флориан Гайер“ (8. SS-Kavallerie-Division „Florian Geyer“)
- 9-а СС Танкова дивизия „Хоенщауфен“ (9. SS-Panzer-Division „Hohenstaufen“)
- 10-а СС Танкова дивизия „Фрундсберг“ (10. SS-Panzer-Division „Frundsberg“)
- 11-а СС Танково-гренадирска дивизия „Нордланд“ (11. SS-Panzergrenadier-Division „Nordland“)
- 12-а СС Танкова дивизия „Хитлерюгенд“ (12. SS-Panzer-Division „Hitlerjugend“)
- 13-а Вафен Планинска дивизия „Ханджар“ (1-ва хърватска) (13. Waffen-Gebirgs-Division „Handschar“ (kroatische Nr. 1))
- 14-а Вафен Гренадирска дивизия (1-ва галицийска) (14. Waffen-Grenadier-Division (galizische Nr. 1))
- 15-а Вафен Гренадирска дивизия (1-ва латвийска) (15. Waffen-Grenadier-Division (lettische Nr. 1))
- 16-а СС Танково-гренадирска дивизия „Райхсфюрер СС“ (16. SS-Panzergrenadier-Division „Reichsführer SS“)
- 17-а СС Танково-гренадирска дивизия „Гьоц фон Берлихинген“ (17. SS-Panzergrenadier-Division „Götz von Berlichingen“)
- 18-а СС Танково-гренадирска дивизия „Хорст Весел“ (18. SS-Panzergrenadier-Division „Horst Wessel“)
- 19-а Вафен Гренадирска дивизия (2-ра латвийска) (19. Waffen-Grenadier-Division (lettische Nr. 2))
- 20-а Вафен Гренадирска дивизия (1-ва естонска) (20. Waffen-Grenadier-Division (estnische Nr. 1))
- 21-ва Вафен Планинска дивизия „Скендербег“ (1-ва албанска) (21. Waffen-Gebirgs-Division „Skanderbeg“ (albanische Nr. 1))
- 22-ра СС Кавалерийска дивизия (22. SS-Kavallerie-Division)
- 23-та Вафен Планинска дивизия „Кама“ (2-ра хърватска) (23. Waffen-Gebirgs-Division „Kama“ (kroatische Nr. 2))
- 23-та СС Танково-гренадирска дивизия „Недерланд“ (1-ва нидерландска) (23. SS-Panzergrenadier-Division „Nederland“ (niederländische Nr. 1))
- 24-та Вафен Планинска дивизия „Дивизия карстови егери“ (24. Waffen-Gebirgs-Division „Karstjäger-Division“)
- 25-а Вафен Гренадирска дивизия (1-ва унгарска) (25. Waffen-Grenadier-Division (ungarische Nr. 1))
- 26-а Вафен Гренадирска дивизия (2-ра унгарска) (26. Waffen-Grenadier-Division (ungarische Nr. 2))
- 27 ма СС Гренадирска дивизия „Лангемарк“ (1-ва фламандска) (27. SS-Grenadier-Division „Langemarck“ (flämische Nr. 1))
- 28-а СС Танково-гренадирска дивизия „Валония“ (28. SS-Panzergrenadier-Division „Wallonien“))
- 29-а Вафен Гренадирска дивизия „РОНА“ (1-ва руска) (29. Waffen-Grenadier-Division „RONA“ (russische Nr. 1))
- 29-а Вафен Гренадирска дивизия (1-ва италианска) (29. Waffen-Grenadier-Division (italienische Nr. 1))
- 30-а Вафен Гренадирска дивизия (2-ра руска) (30. Waffen-Grenadier-Division (russische Nr. 2))
- 30-а Вафен Гренадирска дивизия (1-ва беларуска) (30. Waffen-Grenadier-Division (weißruthenische Nr. 1))
- 31-ва СС Гренадирска дивизия (31. SS-Grenadier-Division)
- 32-ра СС Гренадирска дивизия „30-и януари“ (32. SS-Grenadier-Division „30. Januar“)
- 33-та Вафен Кавалерийска дивизия (3-та унгарска) (33. Waffen-Kavallerie-Division (ungarische Nr. 3))
- 33-та Вафен Гренадирска дивизия „Шарльоман“ (1-ва френска) (33. Waffen-Grenadier-Division „Charlemagne“ (französische Nr. 1))
- 34-та СС Гренадирска дивизия „Ландсторм Недерланд“ (2-ра нидерландска) (34. SS-Grenadier-Division „Landstorm Nederland“ (niederländische Nr. 2))
- 35-а СС Гренадирска дивизия „СС и полицейска гренадирска дивизия“ (35. SS-Grenadier-Division SS und Polizei-Grenadier-Division)
- 36-а Вафен Гренадирска дивизия (36. Waffen-Grenadier-Division)
- 37-а СС Кавалерийска дивизия (37. SS-Kavallerie-Division)
- 38-а СС Гренадирска дивизия „Нибелунги“ (38. SS-Grenadier-Division „Nibelungen“)

Някои номерации се повтарят, защото при формирането на второто съединение първото вече не съществува като бойна формация.
Освен тях в процес на формиране в самия край на войната, но възпрепятствани от недостига на въоръжение, кадри, снабдяване и пълния срив на комуникациите са:
- 39-а СС Планинска дивизия „Андреас Хофер“ (39. SS-Gebirgs-Division „Andreas Hofer“)
- 40-а СС Доброволна танкова дивизия „Фелдхернхале“ (40. SS-Freiwilligen-Panzer-Division „Feldherrnhalle“) (бивша дивизия на Вермахта)
- 41-ва Вафен Гренадирска дивизия на СС „Калевала“ (41. Waffen-Grenadier-Division der SS „Kalewala“) (финландска)
- 42-ра СС Дивизия „Долна Саксония“ (42. SS-Division „Niedersachsen“)
- 43-та СС Дивизия „Райхсмаршал“ (43. SS-Division „Reichsmarschall“)
- 44-та СС Дивизия „Валенщайн“ (44. SS-Division „Wallenstein“)
- 45-а СС Дивизия „Варяги“ (45. SS-Division „Waräger“)

## Военни престъпления
Поради участието си в Холокоста и множество военни престъпления, Вафен-СС е обявена за престъпна организация след войната. Има неопровержими доказателства за извършеното от нейните членове. Някои от сериозните провинения засягат две определени формации, бригадите Дирлевангер и Камински, въпреки че и други са замесени в мащабни кланета или по-малки престъпления като аферата Хоутман.
Обединяването на SS-VT с охраната на концентрационните лагери Totenkopfverbände през 1938 г. поставя сериозни въпроси, свързани с престъпленията на Вафен-СС, тъй като вторите вече са отговорни за измъчването и убийствата на евреи и политически противници на управлението. Техен лидер е Теодор Айке, комендант на Дахау, инспектор на лагерите, убиец на Ернст Рьом, а по-късно генерал на дивизия Мъртвешка глава. След нападението на Полша Totenkopfverbände са използвани за полицейски части и за мерки по сигурността. За дейността им може да се съди по официалните доклади от СС Мъртвешка глава щандарт Бранденбург. Те пристигат в Бреслау на 22 септември 1939 г., където извършват еврейски мероприятия. В продължение на четири дни изгарят синагогите и убиват лидерите на еврейската общност. На 29 септември щандартът пътува до Бидгошч, където извършва разузнавателни мероприятия. Приблизително 800 полски цивилни, които са класифицирани като потенциални лидери на съпротивата, са екзекутирани. С напредването на войната Totenkopfverbände се превръщат в една от елитните дивизии на СС, но в началото те са сред първите части, които изпълняват политиката за систематично изтребление.
Няколко формации от Вафен-СС са признати за виновни за военни престъпления, особено в началните и крайните фази на войната. Не е известно дали броят на извършените престъпления е по-голям от тези на редовната армия. Списък на някои от най-известните случаи:
- Клането край Вормхуд – извършено от „Лайбщандарт Адолф Хитлер“, 1940 г., Белгия
- Клането в Па дьо Кале – извършено от СС „Мъртвешка глава“, 1940 г., Франция
- Клането в Орадур сюр Глан – извършено от СС „Райх“, 1944 г., Франция
- Клането в Тюл – извършено от СС „Райх“, 1944 г., Франция
- Клането в Марцабото – извършено от СС „Райхсфюрер“, 1944 г., Италия
- Клането край Малмеди – извършено от бойна група Пайпер, част от 1-ва СС танкова дивизия, 1944 г., Белгия
- Ардеатинското клане – извършено от двама есесовски офицери, 1944 г., Италия
- Клането в Дистомо – извършено от 4-та СС танково-гренадирска дивизия, 1944 г., Гърция
- Клането в Санта-Анна ди Стацема – извършено от СС „Райхсфюрер“, 1944 г., Италия
- Клането в Арденското абатство – извършено от 12-а СС танкова дивизия, 1944 г., Франция
- Клане край Бабин Яр, близо до Киев, днешна Украйна, в периода 29-30 септември 1941 година части от Вафен-СС и айнзац групи екзекутират около 33 000 души, предимно евреи.

Забележка: Това не е пълен списък с военни престъпления, извършени от Вафен-СС.
На изток кланетата и зверствата са по-разпространени, отколкото на запад. Това се дължи на факта, че жителите на тези територии са считани за хора от по-долна класа.
Фактът, че Вафен-СС е обявена за престъпна организация, насърчава интензивността за търсене или приписване на военни престъпления на тези формации. Например убийството на 150 канадски войници, пленени по време на битката за Нормандия. Десет години след събитията, фактите са разгледани отново и в някои случаи са анулирани наложените присъди. Например, смъртната присъда на генерал-майор Курт Майер е променена след преразглеждане от канадски военни представители, въпреки че присъдата за издаването на заповедта да бъдат безпощадни остава. На изток много от първите дивизии на Вафен-СС са обвинени в множество престъпления на бойното поле и срещу цивилни. Източниците за този фронт в много случаи са силно противоречиви.
Бригадите Дирлевангер (Dirlewanger) и Камински (Kaminski) (превърнали се по-късно в 36-а гренадирска дивизия на Вафен-СС и 29-а гренадирска дивизия на Вафен-СС (1-ва руска) са известни с лоша слава на изток. Те са съставени основно от бивши членове на полувоенни групи, освободени престъпници и руски военнопленници и са замесени в множество престъпления по време на съществуването си. Командвани са от фанатичните нацисти Оскар Дирлевангер и Бронислав Камински. След действията им свързани с погасяването на Варшавското въстание, Вермахтът разпуска двете формации и няколко от членовете им (включително Камински) са съдени и екзекутирани за участието си в редица престъпления.
Няколко дивизии на Вафен-СС, като Нордленд и Норд, не са свързани с военни престъпления, което поражда известни спорове за виновността на организацията като цяло.
В допълнение на документираните престъпления има дебати за това, че определени части на Вафен-СС подпомагат събирането на източноевропейски евреи за депортиране и използване на тактиката Обгорена земя (унищожаване на всичко, което може да бъде от полза за противника) при антипартизански операции. Също така някои войници от дивизия Мъртвешка глава изпълняват ролята на охрана на концентрационни лагери, когато са в период на възстановяване от болест или раняване, докато други са пряко замесени в геноцида.
Вафен-СС е обявена за престъпна организация от международен военен трибунал по време на Нюрнбергските процеси.
През 2003 г. британското правителство обявява, че над 1400 бивши членове на Вафен-СС живеят в Англия.

## Приемане на бивши есесовци в Бундесвера (ФРГ) и Националната народна армия (ГДР)
След като отново са създадени въоръжени сили, след края на Втората световна война, бивши служещи от Вафен-СС със звание по-голямо от хауптщурмфюрер, не били приемани в Бундесвера на ФРГ. През 1961 година, с решение на комисия експерти по кадрите, 159 бивши офицери от Вафен-СС, 330 подофицери и 210 войници, са приети на служба в качеството на професионални войници или на срочна служба.
Народната полиция (Volkspolizei) на ГДР, от която по-късно е създадена Националната народна армия (Nationale Volksarmee), също приема отделни бивши служещи от Вермахта и Вафен-СС, но в значително по-малък мащаб и на много по-ниски постове, отколкото колегите им в Бундесвера и западногерманските власти.

## Униформи
Предшествениците на Вафен-СС са въоръжените клонове на СС, известни като ЛССАХ, SS-VT и SS-TV. Тези формации са първите, които през 1935 г. представят земни цветове като част от техните униформи. Преди началото на войната Вафен-СС използват разновидност на армейския модел от 1936 г. Една от отличителните черти е наличието на яка, която може да се носи като вратовръзка. След началото на войната и разрастването на организацията се използват армейските доставчици и зелено-сивите униформи използвани от Вермахта, допълнени с новите СС означения. Освен петлиците на яката, СС офицерите използват и пагоните на редовната армия.
Често срещано и погрешно е схващането, че СС носят черни униформи. Единствено танковите екипажи разполагат с такива. Това не е изцяло черната униформа, използвана от предвоенните СС, а късо черно палто. Използвано е от Вермахта и СС, тъй като на него не личат петната оставяни от греста и маслото, както става със зелено-сивите униформи.
Доказателство за елитния статус на Вафен-СС е позволението за използване на именни названия, разположени на маншета. Те са често срещани при много военни и полувоенни организации в Третия Райх, но малко на брой бойни части имат разрешението да ги използват, като начин за разпознаване.

### Камуфлаж
Друго погрешно схващане е, че Вафен-СС са пионери в използването на камуфлаж. Първите произведени камуфлажни униформи са тези на италианската армия през 1929 г. Те са последвани от Вермахта, който през 1931 г. представя своя вариант наречен Zeltbahn. Но именно Вафен-СС използват широко камуфлажа по време на войната и го налагат като стандарт. Обикновено той е носен на връхните дрехи и каската. Едва в края на войната се появяват камуфлажни наметала.
Идеята да се екипира Вафен-СС с камуфлаж принадлежи на СС-Щурмбанфюрер Вим Брандт, командир на разузнавателната част на SS-VT. Първите дизайни, а вероятно и повечето от по-късните, принадлежат на професор Ото Шик (Otto Schick). Базирани са на неговите изследвания на ефектите от преминаващата светлина през дърветата. Имената на използваните камуфлажни шарки през войната носят имена в зависимост от подобието им на растения. Пример за това са грах (Erbsen), дъбови листа (Eichenlaub), кора от чинар (Platanen).
Вафен-СС използва различни камуфлажни шарки от тези на германската армия. Стандартната разновидност е „Дъбово листо“ – зелено/оранжев военен камуфлаж, който представлява листа на дъб през лятото или есента. Други известни модели са „Точка 44 грах“, „Равнинен“ и „Италиански“ камуфлаж (най-конвенционален съгласно днешните стандарти).

### Ранг
Рангът е показван на левия ревер на униформата (на десния се намира значка с руните на СС). Те следват същия модел както ранговете в германската армия, но са с различни имена, обикновено завършващи на „фюрер“.